# Высокотелый секутор
Высокотелый секутор (лат. Secutor ruconius) — вид лучепёрых рыб семейства сребробрюшковых (Leiognathidae). Распространены в Индо-Тихоокеанской области. Максимальная длина тела 10 см.

## Описание
Тело очень высокое, дисковидной формы, сжато с боков, покрыто циклоидной чешуёй. Чешуя довольно крупная, между основаниями грудных и брюшных плавников проходит 10—16 рядов чешуи. Высота тела укладывается 1,4—1,7 раза в стандартную длину тела. Голова сильно вогнута над глазом. Рот маленький, сильно выдвижной; при открытии вытягивается вверх. Жаберные тычинки длинные и тонкие, примерно равны длине соответствующих жаберных лепестков. На первой жаберной дуге 18—28 жаберных тычинок. Есть чешуя на щеках и горле, включая межжаберный промежуток. Длинный спинной плавник с 8 жёсткими и 16—17 мягкими лучами. В анальном плавнике три колючих и 14 мягких лучей. Хвостовой плавник вильчатый. Боковая линия начинается за жаберными крышками и доходит до вертикали, проходящей через середину мягкой части спинного плавника, до этой точки в ней насчитывается 28—32 чешуй. Пересчёт количества рядов чешуи вдоль боковой линии до воображаемого продолжения боковой линии до хвостового стебля даёт величину 54—60.
Тело серебристого цвета с десятью голубоватыми вертикальными полосами по бокам, проходящими от спины и опускающимися ниже боковой линии. Выраженная кривая чёрная полоса идёт от нижнего края глаза до заднего угла нижней челюсти. Верхняя треть мембран между вторым и пятым жёстким лучом спинного плавника чёрные. Мягкие части спинного и анального плавников бесцветные. Хвостовой плавник жёлтый. Нижняя часть основания грудного плавника чёрная.
Максимальная длина тела 8 см, обычно до 6 см. По другим данным достигают длины 10 см.

## Биология
Высокотелые секуторы — морские придонные рыбы, обитают на мелководных участках вблизи побережья на глубине до 60 м. Молодь и взрослые особи заходят в эстуарии. Предпочитают илистые и песчаные грунты. Ведут стайный образ жизни. Питаются копеподами, мизидами и растительным детритом. У берегов северной Австралии нерестятся в марте. Нерест порционный.

## Ареал
Широко распространены в Индо-Тихоокеанской области. Встречаются от Красного моря и Персидского залива вдоль восточного побережья Африки; включая Мадагаскар, Реюньон, Коморские острова, Сейшельские острова, Маврикий. У берегов Южной и Юго-Восточной Азии; в Тихом океане на севере до Тайваня и на юг до севера Австралии

## Взаимодействие с человеком
Являются объектом местного кустарного промысла. Ловят донными тралами, а также закидными неводами. В Юго-Восточной Азии реализуются в свежем и вяленом виде, идут на производство рыбной муки, а также для кормления домашней птицы и рыб в аквакультуре. В Австралии попадаются в качестве прилова и выбрасываются.